# Rudolf Hårde
Rudolf Fredrik Hårde, född 5 juni 1902 i Malmö, död 13 maj 1982, var en svensk teckningslärare och målare.
Han var son till handlaren Jöns Nilsson och Thilda Landgren och från 1932 gift med Jenny Kristoferson. Han var bror till Nils Hårde. Han studerade vid Högre konstindustriella skolan i Stockholm där han avlade en teckningslärarexamen 1926 och räknade sig själv som en autodidakt konstnär. Han medverkade i Skånes konstförenings utställningar sedan 1932 och ställde även ut med Sveriges allmänna konstförening och Svenska konstnärernas förening. Separat ställde han ut på Konstnärshuset i Stockholm 1943. Hans konst består av stilleben, blomsterstycken, porträtt och landskap i olja, pastell och akvarell. Makarna Hårde är begravda på Råcksta begravningsplats.